# Teòdot de Fenícia
Teòdot (grec antic: Θεóδοτος, llatí: Theodotus) fou un historiador fenici que va viure abans de Flavi Josep. Va escriure una història del seu país en fenici, que fou traduïda al grec per un personatge de nom Laetus.